# Nuoto ai campionati mondiali di nuoto 2023 - Staffetta 4x100 metri misti maschile
La gara di nuoto della staffetta 4x100 metri misti maschile dei campionati mondiali di nuoto 2023 è stata disputata il 30 luglio 2023 presso il Fukuoka Convention Center di Fukuoka. Vi hanno preso parte 24 squadre nazionali.
La competizione è stata vinta dalla squadra statunitense, formata da Ryan Murphy, Nic Fink, Dare Rose e Jack Alexy, mentre l'argento e il bronzo sono andati rispettivamente alla squadra cinese, formata da Xu Jiayu, Qin Haiyang, Wang Changhao e Pan Zhanle, e a quella australiana, formata da Bradley Woodward, Zac Stubblety-Cook, Matthew Temple e Kyle Chalmers.

## Podio
| Posizione | Nazione     | Atleti                                                                                                  |
| --------- | ----------- | --- |
| Oro       | Stati Uniti | Ryan Murphy Nic Fink Dare Rose Jack Alexy Hunter Armstrong* Josh Matheny* Thomas Heilman* Matthew King* |
| Argento   | Cina        | Xu Jiayu Qin Haiyang Wang Changhao Pan Zhanle Yan Zibei* Sun Jiajun* Wang Haoyu*                        |
| Bronzo    | Australia   | Bradley Woodward Zac Stubblety-Cook Matthew Temple Kyle Chalmers Sam Williamson* Kai Taylor*            |

* Indica i nuotatori che hanno preso parte solo alle batterie

## Programma
| Data           | Ora (UTC+9) | Turno    |
| -------------- | ----------- | -------- |
| 30 luglio 2023 | 10:58       | Batterie |
| 30 luglio 2023 | 21:19       | Finale   |

## Record
Prima della competizione il record del mondo e il record dei campionati erano i seguenti:
| Record mondiale       | 3'26"78 | Stati Uniti Ryan Murphy (52"31) Michael Andrew (58"49) Caeleb Dressel (49"03) Zachary Apple (46"95)  | 1º agosto 2021 Tokyo, Giappone |
| Record dei campionati | 3'27"28 | Stati Uniti Aaron Peirsol (52"12) Eric Shanteau (58"57) Michael Phelps (49"72) David Walters (46"80) | 2 agosto 2009 Roma, Italia     |

Durante la competizione è stato battuto il seguente record:
| Data      | Evento | Atleta                                                                    | Nazione     | Tempo   | Record                |
| --------- | ------ | ------------------------------------------------------------------------- | ----------- | ------- | --------------------- |
| 30 luglio | Finale | Ryan Murphy (52.04) Nic Fink (58.03) Dare Rose (50.13) Jack Alexy (47.00) | Stati Uniti | 3'27"20 | Record dei campionati |

## Risultati

### Batterie
| Pos. | Batteria | Corsia | Atleta        | Nazionalità | Tempo   | Note             |
| ---- | -------- | ------ | ------------- | --- | ------- | ---------------- |
| 1    | 2        | 4      | Stati Uniti   | Hunter Armstrong (52.45) Josh Matheny (59.12) Thomas Heilman (51.61) Matthew King (47.33)                                 | 3:30.51 | Q                |
| 2    | 3        | 3      | Francia       | Mewen Tomac (53.40) Léon Marchand (59.57) Maxime Grousset (50.47) Hadrien Salvan (48.17)                                  | 3:31.61 | Q                |
| 3    | 2        | 5      | Australia     | Bradley Woodward (53.64) Sam Williamson (59.60) Matthew Temple (50.82) Kai Taylor (47.69)                                 | 3:31.75 | Q                |
| 4    | 2        | 6      | Cina          | Xu Jiayu (53.16) Yan Zibei (59.04) Sun Jiajun (52.35) Wang Haoyu (47.34)                                                  | 3:31.89 | Q                |
| 5    | 2        | 3      | Germania      | Ole Braunschweig (53.96) Lucas Matzerath (58.87) Jan Eric Friese (51.29) Josha Salchow (47.99)                            | 3:32.11 | Q                |
| 5    | 2        | 7      | Canada        | Javier Acevedo (54.35) James Dergousoff (1:00.10) Joshua Liendo (50.02) Ruslan Gaziev (47.64)                             | 3:32.11 | Q                |
| 7    | 2        | 2      | Giappone      | Ryōsuke Irie (54.00) Ippei Watanabe (59.58) Naoki Mizunuma (51.34) Katsuhiro Matsumoto (47.44)                            | 3:32.36 | Q                |
| 8    | 3        | 5      | Gran Bretagna | Oliver Morgan (53.74) James Wilby (59.81) James Guy (51.36) Tom Dean (48.36)                                              | 3:33.27 | Q                |
| 9    | 3        | 4      | Italia        | Thomas Ceccon (53.67) Nicolò Martinenghi (59.65) Piero Codia (51.81) Manuel Frigo (48.41)                                 | 3:33.54 |                  |
| 10   | 2        | 1      | Corea del Sud | Lee Ju-ho (54.51) Choi Dong-yeol (59.45) Kim Young-beom (52.06) Hwang Sun-woo (48.23)                                     | 3:34.25 | Record nazionale |
| 11   | 3        | 6      | Austria       | Bernhard Reitshammer (54.72) Valentin Bayer (59.68) Simon Bucher (51.87) Heiko Gigler (48.31)                             | 3:34.58 |                  |
| 12   | 3        | 2      | Polonia       | Ksawery Masiuk (54.55) Dawid Wiekiera (1:00.53) Adrian Jaskiewicz (51.84) Kamil Sieradzki (47.74)                         | 3:34.66 |                  |
| 13   | 1        | 4      | Irlanda       | Conor Ferguson (54.14) Darragh Greene (1:00.03) Max McCusker (52.27) Shane Ryan (48.59)                                   | 3:35.03 |                  |
| 14   | 3        | 1      | Spagna        | Hugo González (53.64) Carles Coll (1:00.45) Mario Mollà (51.78) César Castro (49.26)                                      | 3:35.13 |                  |
| 15   | 1        | 5      | Svizzera      | Roman Mityukov (54.47) Jérémy Desplanches (1:00.96) Noè Ponti (51.33) Antonio Djakovic (48.70)                            | 3:35.46 | Record nazionale |
| 16   | 1        | 6      | Portogallo    | João Costa (54.13) Gabriel Lopes (1:00.57) Diogo Ribeiro (51.76) Miguel Nascimento (49.17)                                | 3:35.63 | Record nazionale |
| 17   | 2        | 9      | Israele       | Michael Laitarovsky (54.72) Ron Polonsky (1:00.36) Gal Cohen Groumi (51.80) Tomer Frankel (49.59)                         | 3:36.47 |                  |
| 18   | 1        | 3      | Messico       | Diego Camacho (56.03) Miguel de Lara (1:00.87) Jorge Iga (52.65) Andres Dupont (47.70)                                    | 3:37.25 | Record nazionale |
| 19   | 2        | 0      | Svezia        | Björn Seeliger (56.38) Erik Persson (1:00.26) Oskar Hoff (53.96) Robin Hanson (48.97)                                     | 3:39.57 |                  |
| 20   | 3        | 8      | Grecia        | Apostolos Siskos (56.65) Arkadios Aspougalis (1:01.64) Andreas Vazaios (53.75) Kristian Gkolomeev (49.98)                 | 3:42.02 |                  |
| 21   | 3        | 9      | Thailandia    | Tonnam Kanteemool (58.20) Dulyawat Kaewsriyong (1:07.13) Navaphat Wongcharoen (54.90) Ratthawit Thammananthachote (52.30) | 3:52.53 |                  |
| 22   | 3        | 0      | Vietnam       | Mai Trần Tuấn Anh (1:00.62) Phạm Thanh Bảo (1:04.92) Hồ Nguyễn Duy Khoa (58.64) Lương Jeremie Loic Nino (52.00)           | 3:56.18 |                  |
| -    | 1        | 2      | Nuova Zelanda | Andrew Jeffcoat (54.37) Joshua Gilbert (1:00.91) Lewis Clareburt (52.47) Cameron Gray                                     | dq      | dq               |
| -    | 3        | 7      | Brasile       | Guilherme Basseto (54.18) João Gomes Júnior (1:00.08) Kayky Mota Marcelo Chierighini                                      | dq      | dq               |
| -    | 2        | 8      | Singapore     | dns | dns     | dns              |

### Finale
| Pos.    | Corsia | Nazione       | Atleti                                                                                            | Tempo   | Note                  |
| ------- | ------ | ------------- | ------------------------------------------------------------------------------------------------- | ------- | --------------------- |
| Oro     | 4      | Stati Uniti   | Ryan Murphy (52.04) Nic Fink (58.03) Dare Rose (50.13) Jack Alexy (47.00)                         | 3:27.20 | Record dei campionati |
| Argento | 6      | Cina          | Xu Jiayu (53.39) Qin Haiyang (57.43) Wang Changhao (51.56) Pan Zhanle (46.62)                     | 3:29.00 | Record asiatico       |
| Bronzo  | 3      | Australia     | Bradley Woodward (53.38) Zac Stubblety-Cook (59.25) Matthew Temple (50.10) Kyle Chalmers (46.89)  | 3:29.62 |                       |
| 4       | 5      | Francia       | Yohann Ndoye-Brouard (53.21) Léon Marchand (59.00) Maxime Grousset (49.27) Hadrien Salvan (48.40) | 3:29.88 |                       |
| 5       | 8      | Gran Bretagna | Oliver Morgan (53.25) James Wilby (58.48) Jacob Peters (51.50) Matt Richards (46.93)              | 3:30.16 |                       |
| 6       | 1      | Giappone      | Ryōsuke Irie (53.71) Ippei Watanabe (59.41) Naoki Mizunuma (51.26) Katsuhiro Matsumoto (48.20)    | 3:32.58 |                       |
| 7       | 7      | Canada        | Javier Acevedo (54.35) James Dergousoff (1:00.03) Joshua Liendo (50.66) Ruslan Gaziev (47.57)     | 3:32.61 |                       |
| 8       | 2      | Germania      | Ole Braunschweig (54.16) Lucas Matzerath (58.70) Jan Eric Friese (52.16) Josha Salchow (47.89)    | 3:32.91 |                       |